# André Hazes (Frankey)
André Hazes is een standbeeld in Amsterdam-Centrum.
In 2020 liet kunstenaar Street Art Frankey een standbeeld plaatsen van André Hazes. Het was een van de grotere beelden van Street Art Frankey, die in Amsterdam bekend is door zijn kleine kunstwerkjes om het stadsbeeld op te fleuren. Het beeld werd via een 3D-printer gefabriceerd ter gelegenheid van de “geboortedag” van de volkszanger; hij zou 30 juni 2020 69 jaar zijn geworden. De zanger bleek niet bij iedereen even geliefd want binnen enkele weken werd de hoed gestolen en kort daarna werd het beeld onthoofd aangetroffen. De restanten werden afgevoerd. Overigens hebben de meeste kunstwerkjes van Frankey de gewoonte net zo snel te verdwijnen als ze gekomen zijn. Hazes als standbeeld kwam in de vorm van een 1,70 meter hoog LEGO-poppetje. De kunstenaar mocht toelichting geven bij Beau.
Met steun van Rachel Hazes en Damondernemer Won Yip werd al snel gekeken of er een nieuw beeld kon komen. Op 30 juni 2021 werd dus een nieuwe poging gewaagd. Het beeld uit de 3D-printer bleek niet hufterproof; de nieuwe versie van polyester zou dat wel moeten zijn volgens de fabriek DDF (Dutch Deco Finish) in Erp die het gemaakt heeft.